# St. Gordianus und Epimachus (Dietersheim)

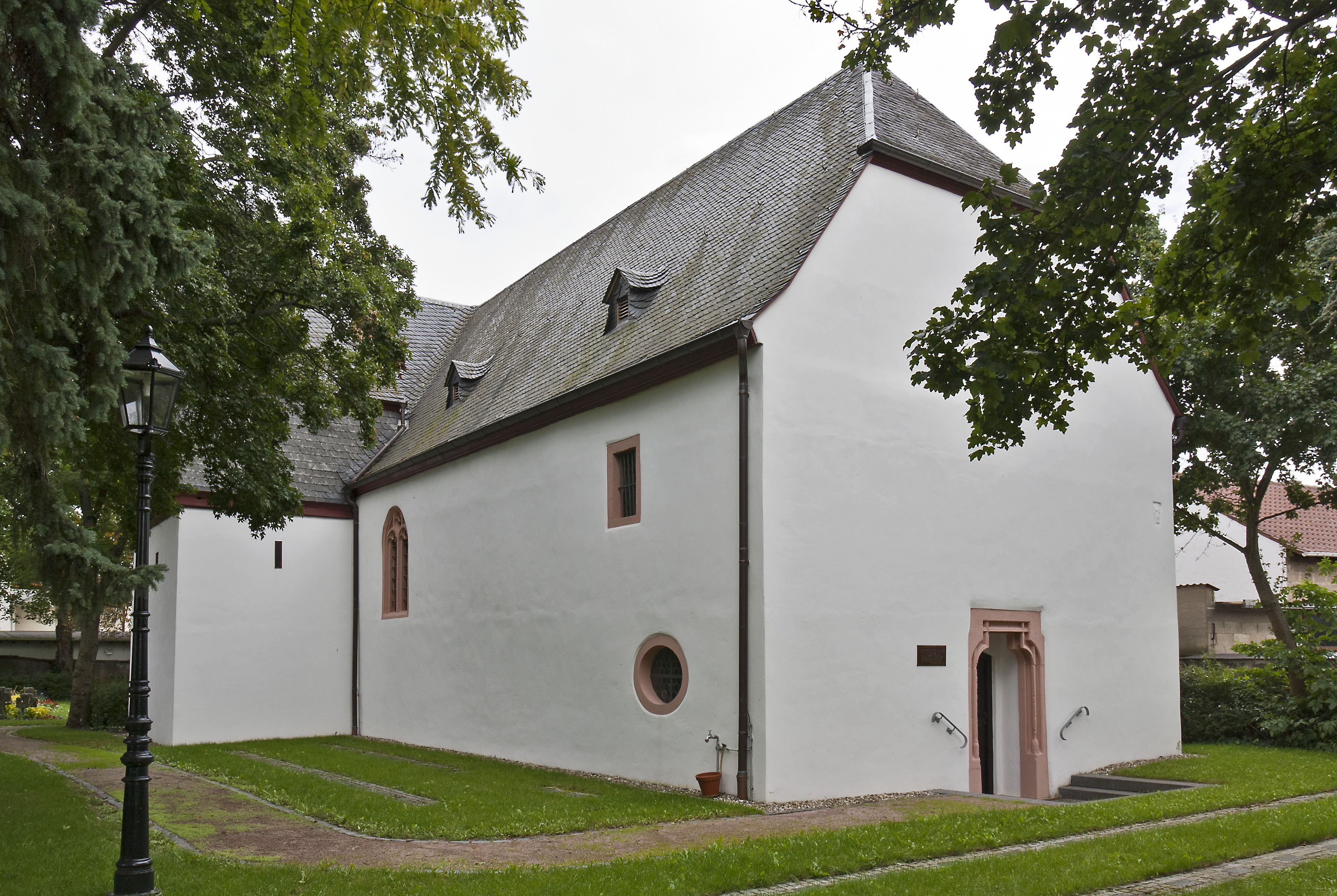
Alte katholische Pfarrkirche St. Gordianus und Epimachus

Die alte katholische Pfarrkirche St. Gordianus und Epimachus in Bingen-Dietersheim reicht in ihren Anfängen bis in das 8. Jahrhundert zurück. Die Kirche liegt an der Südwestseite des Ortes auf dem ehemaligen Friedhof mit Ehrengräberfeld.

## Architektur
Es handelt sich um einen romanischen, in gotischer Zeit neu überformten einschiffigen Kirchenbau mit Krüppelwalmdach. Eine Gedenktafel am nördlichen Eingang erinnert an die Nutzung als Pfarrkirche bis zum Jahr 1912. Die Kirche hat während einjähriger Renovierungsarbeiten 2006 einen neuen Außenputz bekommen und der Eingang wurde an seinen ursprünglichen Ort verlegt. Auch innen wurde sie liturgisch neu gestaltet, so wurde der Sandsteinaltar restauriert und findet jetzt im Chorraum seine Bestimmung.
Von der spätgotischen Ausstattung ist das Sakramentshaus erhalten, das wie ein kleiner Erker aus der Wand hervorsteht und als ein kunstgeschichtlich bedeutsames Stück seiner Gattung anzusprechen ist.
Der festungsartige wuchtige Turm mit Schieferdeckung und die ganze Bauanlage lassen auf ein sehr hohes Alter schließen. Professor Jakob Como, ein Binger Lokalhistoriker, glaubte auf Grund seiner Ortsstudien und auf Grund von Messungen den romanischen Urbau bis in die Zeit um 800 zurückdatieren zu können.
In gotischer Zeit, zwischen 1250 und 1500, erlebte der Bau eine tiefgehende Veränderung. Aus der Zeit um 1391 stammt das Weihwasserbecken in Säulenform, das Gewölbesystem der Turmsakristei, das Maßwerk der Fenster, der Kragsturzbogen des Portals und das spätgotische Sakramentshäuschen. Auf dem eichenen Glockenstuhl ist die Jahreszahl 1391 mit Meisterzeichen eingeschnitzt.

## Geschichte
Ein um 1420 entstandener bedeutender Wandmalereizyklus mit Szenen der Passion Christi wurde abgenommen und befindet sich heute im Landesmuseum Mainz. Um 1630 während der schwedischen Periode des Dreißigjährigen Krieges wurde außer dem Dorf auch diese altehrwürdige Kirche vernichtet. Sie brannte aus und das Gewölbe stürzte ein. Erst in den sechziger Jahren des 17. Jahrhunderts gelang der Wiederaufbau der Ruine. Am 29. April 1698 wurde das Gebäude durch Weihbischof Matthias Starck konsekriert.
Der damalige Hochaltar war barock in übereck gesetzten Säulenstellungen aufgebaut, eine geschickte zeitgenössische Komposition. Ein Schrein über dem Drehtabernakel umgab die spätgotische Madonna, während die Figuren der beiden Titularheiligen, Gordianus und Epimachus, auf separaten Konsolen rechts und links vom Hochaltar Aufstellung fanden.
Die beiden Nebenaltäre, die etwa zur gleichen Zeit errichtet wurden, waren lediglich von mittlerer Qualität und enthielten die Heiligenstatuen des Antonius von Padua und Johannes Nepomuk. An der Nordwand befand sich eine Kümmernis, auch Wilgefortis genannt.
Im Jahre 1770 kam es zu einer erneuten umfangreichen Kirchenreparatur. Es traten regelmäßig Schäden durch viele Naheüberschwemmungen auf, die fast immer auch das Innere der Kirche überfluteten und dem Bauwerk größten Schaden zufügten. Im Jahre 1838 wurde der Bau statisch geprüft und amtlich für baufällig erklärt.
Lange Zeit wurde versucht, die Kirche zu erhalten, als sie jedoch als Pfarrkirche zu klein wurde, erlahmte auch das Interesse, die alte Kirche zu erhalten.
Um die alte Kirche liegt der eingefriedete Kirchhof. Die Grabhügel sind mit zum Teil künstlerisch gestalteten Denkmälern ausgestattet. Erwähnenswert ist ein Kruzifix, das sich auf typischem Barocksockel erhebt, auf dem die Inschrift: „Ecce viator, num sim verus amator, ut vivas morior, quaenam dilectio major!“ eingemeißelt ist. Die Übersetzung lautet folgendermaßen: „Schaue auf, du Erdenpilger, ob dies nicht wahre Liebe ist: Ich sterbe, damit du lebest. Wo gibt es noch eine größere Liebe?“
In der Endphase des Zweiten Weltkriegs wurden 181 Tote aus den Rheinwiesenlagern auf dem alten Friedhof im Schatten der alten Kirche beigesetzt. Dieses Ehrengräberfeld war einer der Gründe der alten Kirche wieder mehr Bedeutung beizumessen.

### Neubau
Die um 1460 datierten spätgotischen Skulpturen der Kirchenpatrone St. Gordianus und Epimachus und eine Muttergottes wurden in die 1912 fertiggestellte neugotische Pfarrkirche übertragen, die dasselbe Patrozinium der beiden römischen Märtyrer besitzt. Der Mainzer Bischof Georg Heinrich Maria Kirstein gestattete die Verwendung des ursprünglichen Patroziniums.
Das Patronat durch die heiligen Gordianus und Epimachus weist darauf hin, dass es sich um eine unter dem Einfluss des Klosters Kempten gegründete Kirche handelt. Die frühen kemptischen Rechte konnten durch Hildegard, der Frau Karls des Großen, oder durch ihren gemeinsamen Sohn Ludwigs des Frommen dotiert worden sein.